# Scooby-Doo et la Légende du Roi Arthur
Série
Joyeux Halloween, Scooby-Doo!
(2020) Scooby-Doo! rencontre Courage, le chien froussard
(2021)
Pour plus de détails, voir Fiche technique et Distribution.
Scooby-Doo et la Légende du Roi Arthur (Scooby-Doo! The Sword and the Scoob) est un vidéofilm d'animation américain réalisé par Maxwell Atoms, Christina Sotta et Mel Zwyeret sorti en 2021. Il s'agit du 35e long métrage de la franchise Scooby-Doo, détenue par Warner Bros.

## Synopsis
Après avoir résolu un mystère dans un avion (similaire à l'épisode Nightmare at 20,000 Feet (en) de la série La Quatrième Dimension), des preuves ADN révèlent que l'ascendance de Sammy vient d'un village d'Angleterre, Norville sur Morgania, qui aurait autrefois été Camelot. Le groupe se rend au village pour en savoir plus sur les ancêtres de Sammy et découvre qu'il est le descendant du chevalier Norville  qui a contrecarré une tentative de la Fée Morgane de voler le trône de Camelot au roi Arthur.
Pendant la nuit, la Fée Morgane attaque le groupe et les renvoie dans le temps à l'époque du roi Arthur. Réalisant qu'ils font partie de la légende du royaume, le groupe décide de suivre l'histoire jusqu'à ce qu'ils puissent trouver un chemin vers le futur. Les choses se compliquent lorsque Sammy retire l'épée Excalibur de la pierre par inadvertance et défie le droit du roi Arthur au trône. Le roi sera choisi par une compétition entre chevaliers, mais Sammy n'a que Fred dans son équipe tandis qu'Arthur obtient l'intégralité de l'Ordre de la Table Ronde.
Avant que la compétition ne commence, la Fée Morgane paralyse temporairement Fred afin qu'il ne puisse pas concourir, forçant Daphné à prendre sa place tandis que Velma commence son apprentissage avec Merlin l'Enchanteur pour trouver un chemin vers l'avenir. Daphné l'emporte, Sammy est déclaré roi, la Fée Morgane fait alors intervenir un gigantesque chevalier noir pour vaincre Daphné. Celui-ci est défait par Merlin mais la Fée Morgane enlève Sammy. Le groupe et le roi Arthur vont dans l'antre de la fée afin de retrouver Sammy. Ils découvrent que celui-ci a été dupé par Morgane en signant son renoncement au trône en échange d'un banquet. Morgane se transforme en dragon pour détruire le groupe, mais ils parviennent à la vaincre.
Ensuite, Véra révèle qu'elle a découvert que toute l'aventure était mise en scène par les habitants de la ville et que le groupe n'a jamais été envoyé dans le passé. Craignant que Sammy ne revendique la ville, ses habitants ont utilisé un parc d'attractions Camelot à l'essai, des acteurs et des effets spéciaux pour amener Sammy à signer l'acte de propriété à la ville. Sammy explique qu'il n'a aucun intérêt à revendiquer la ville, mais la bibliothécaire de la ville qui s'est fait passer pour Morgane vole l'acte de propriété pour prendre tous les bénéfices de l'attraction pour elle-même. À l'aide d'un dragon animatronique, le groupe l'arrête et une fête est organisée. Au cours de celle-ci, Véra apprend que la ville n'a pas embauché d'acteur Merlin et que celui qu'elle a rencontré était peut-être le vrai.

## Fiche technique
- Titre : Scooby-Doo et la Légende du Roi Arthur
- Titre original : Scooby-Doo! The Sword and the Scoob
- Réalisateur : Maxwell Atoms
- Société de production : Warner Bros.
- Pays d'origine :  États-Unis
- Langue : anglais
- Genre : Animation, aventure, action et comédie
- Durée : 78 minutes
- Dates de sortie : 2021

## Distribution
- Frank Welker : Scooby-Doo, Fred Jones
- Grey DeLisle : Daphné Blake
- Matthew Lillard : Sammy Rogers
- Mindy Cohn : Véra Dinkley

Version française (par Dubbing Brothers, dirigée par Danièle Bachelet et adaptée par Anthony Dal Molin)
- Eric Missoffe : Sammy Rogers, Scooby-Doo
- Céline Melloul : Daphné Blake
- Caroline Pascal : Véra Dinkley
- Mathias Kozlowski : Fred Jones, le Chevalier noir
- Jacques Bouanich : Le Maire Saunders
- Jean-Loup Horwitz : Merlin
- Sarah Brannens : Sandi
- Xavier Fagnon : Le Roi Arthur, Arok
- Hervé Jolly : Monsieur HB
- Valérie Nosrée : Morgane / Morgan Dragon
- Nayeli Forest : Mademoiselle Wentworth

## Éditions en vidéo
Le film sort en DVD en 2021 dans la zone 2 avec audio et sous-titres en français.